# Pierangelo Andreani
Pierangelo Andreani (* 1947 in Sondrio) ist ein italienischer Industriedesigner. In den 1970er-Jahren entwarf er einige Automobilkarosserien für Ferrari, Fiat und die De-Tomaso-Gruppe. Sein bekanntester Entwurf im Automobilbereich ist die Karosserie des Maserati Biturbo. Seit 1981 ist Andreani selbständig und gestaltet unter anderem Motorräder und Motoryachten.

## Werdegang
Andreanis Großvater Alberto und sein Vater Mario waren in der Zementindustrie tätig, wodurch Pierangelo Andreani einfachen Zugang zu Gips und Ton hatte. So konnte er bereits in jungen Jahren Kunst und Materialien verbinden.
Nach einer Ausbildung zum Landvermesser bewarb er sich beim Turiner Designstudio Pininfarina, das seine Bewerbung aber ablehnte, da kurz zuvor bereits zwei neue Mitarbeiter eingestellt worden waren. Daher nahm Andreani zunächst ein Angebot von Fiat an, in dessen Centro Stile er 1970 anfing und an ersten Arbeiten zum Fiat Ritmo mitwirkte. Eineinhalb Jahre später konnte er dann doch eine Stelle bei Pininfarina antreten. Seine erste Arbeit war der Entwurf der Felgen für den Fiat Ritmo. Bei Pininfarina wirkte er unter anderem am Design des Ferrari Mondial 8 mit. Bereits 1975 war er durch einen Auftrag von Cranchi erstmals für die Yachtindustrie tätig.
1981 gründete Pierangelo Andreani mit Andreani Design sein eigenes Studio, wo er sich wieder mit dem Design vom Motoryachten beschäftigte. Weitere Aufträge kamen von Alejandro de Tomaso, seinerzeit Eigentümer von unter anderem Maserati, Benelli und De Tomaso. Für Maserati entwarf er das zweitürige Coupé Biturbo, das auf Anweisung de Tomasos deutliche Anklänge an zeitgenössische BMW-Modelle hatte, und entwickelte auf der Grundlage dieses Entwurfs diverse zwei- und viertürige Ableitungen bis hin zum Luxuscoupé 228.
Andreani lebt in der Nähe des Comer Sees.

## Galerie

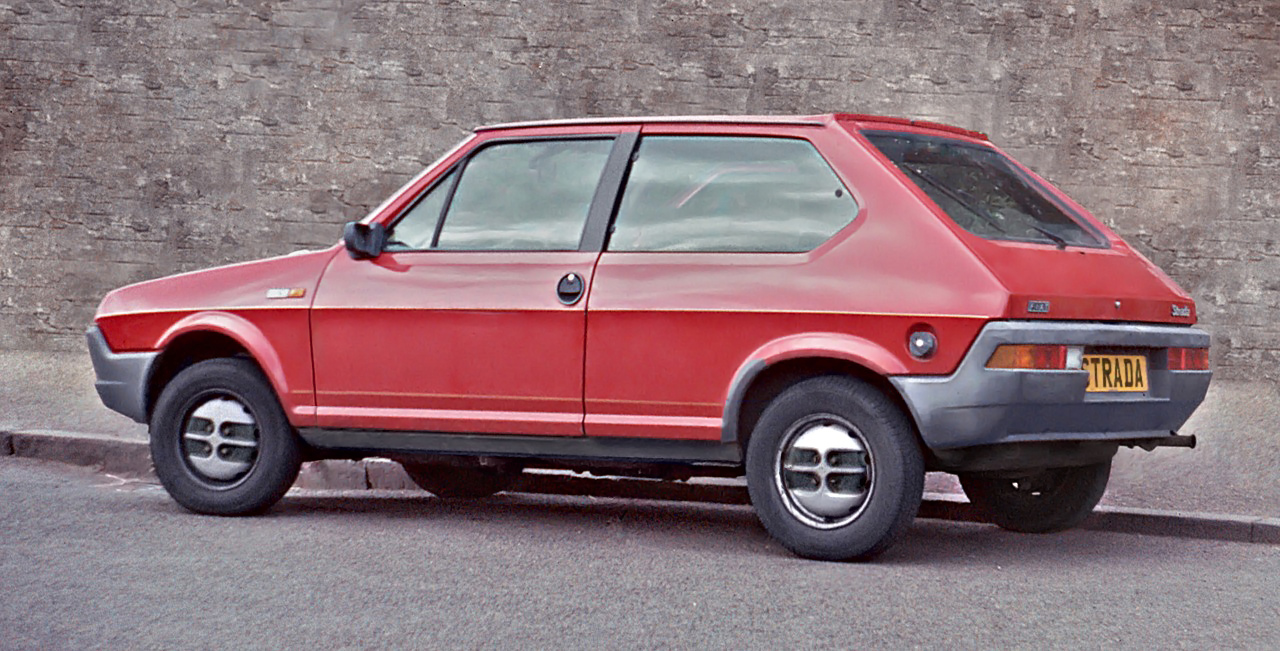
Fiat Ritmo
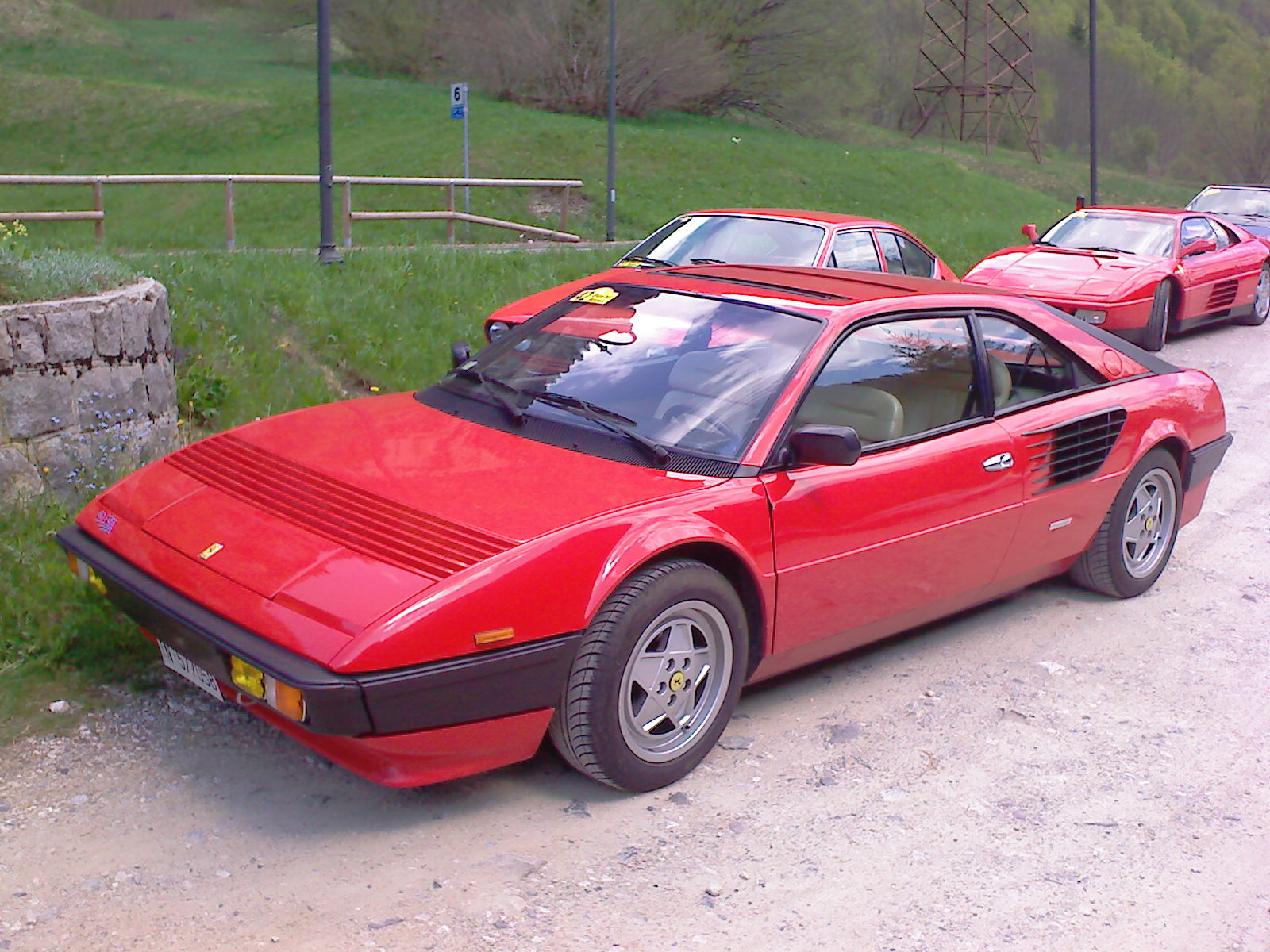
Ferrari Mondial 8
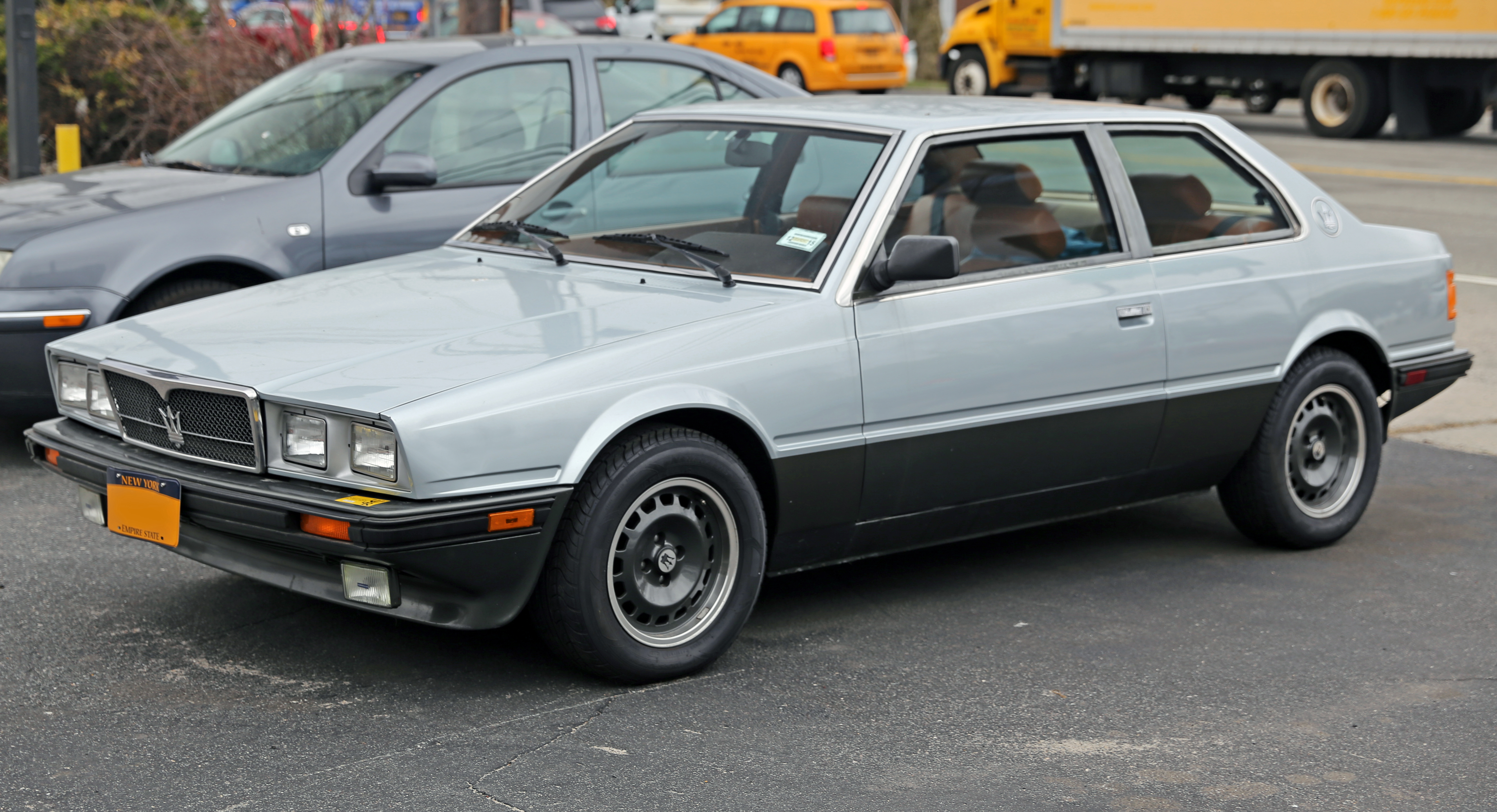
Maserati Biturbo
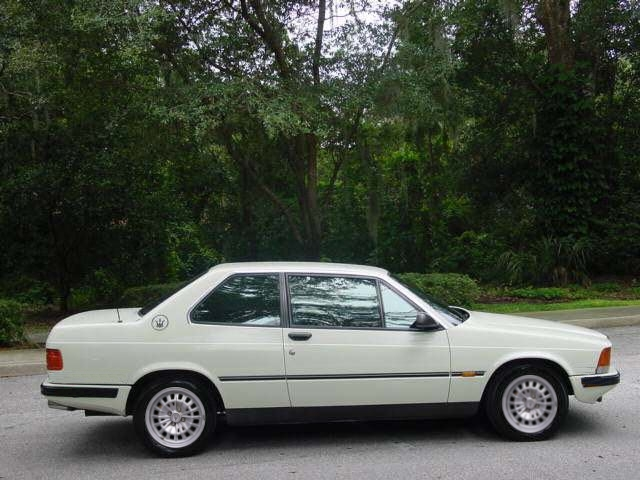
Maserati 228
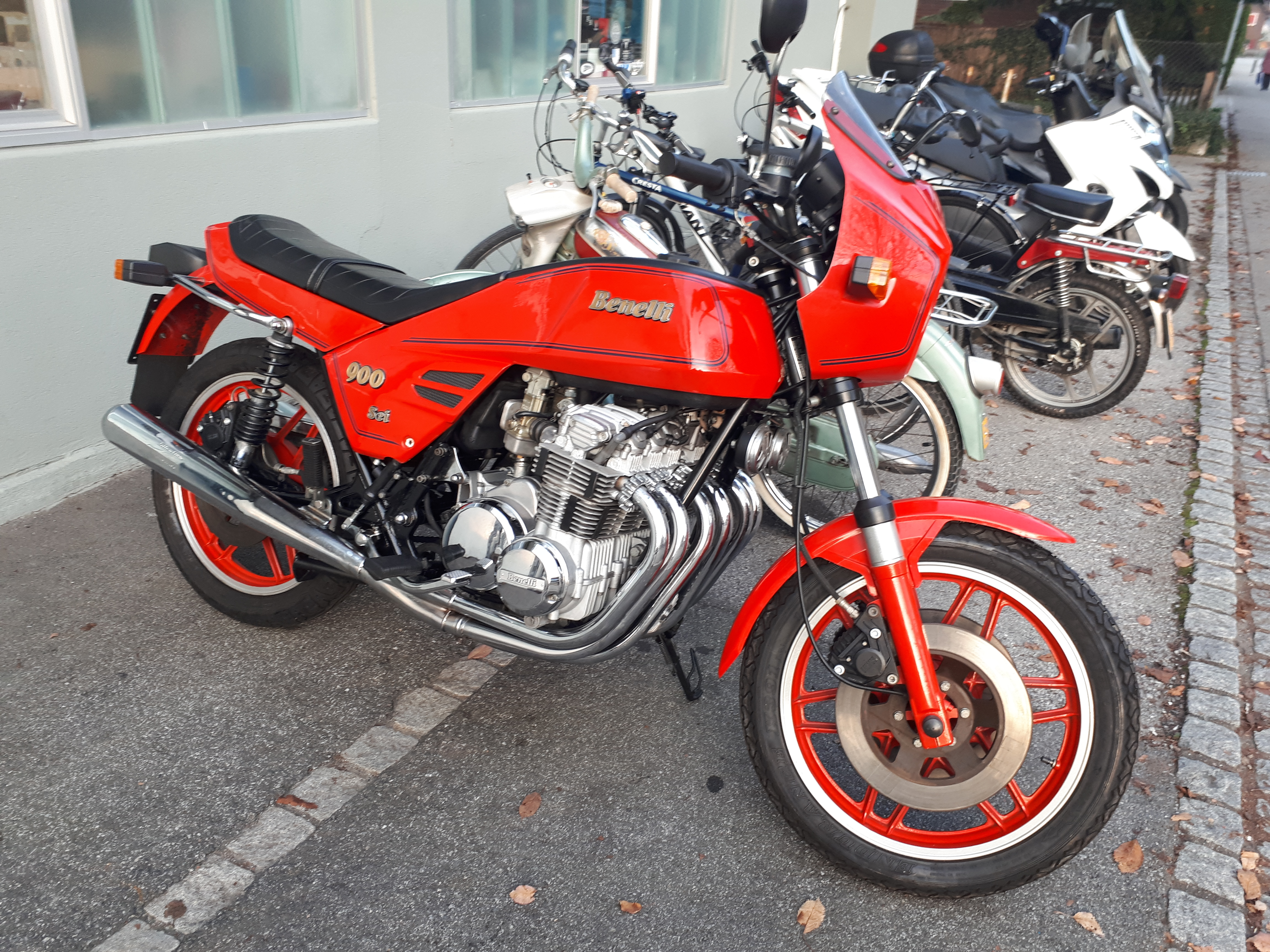
Benelli 900 Sei